# Поташёв, Борис Иванович
Борис Иванович Поташёв (3 ноября 1947 — 1 ноября 2020, Петрозаводск) — советский футболист, нападающий, ветеран карельского футбола, тренер. В 1970 году выступал за московский ЦСКА, который в том сезоне стал чемпионом СССР. Привлекался на товарищеские матчи сборной РСФСР.

## Футбольная карьера
Карьеру начал в петрозаводском «Онежце» в 1965 году. Впоследствии выступал за ульяновскую «Волгу», хабаровский СКА. В 1970 году был приглашён в московский ЦСКА, где играл за дубль, а также провёл 4 матча за первую команду, выигравшую в том году золотые медали. В 1971 году вернулся в Петрозаводск, где продолжил выступления за родную команду, к тому времени переименованную в «Спартак». В 1973 году, после расформирования «Спартака», выступал за мурманский «Север».
Брат Анатолий (род. 1941) в 1961 году играл за «Онежец».
Брат Виктор (род. 1946), защитник. Как и Борис, начал карьеру в 1965 году в «Онежце», где играл до его расфомирования в 1972 году, а в 1973 перешёл в «Север» (Мурманск). Тоже вызывался на товарищеские матчи сборной РСФСР. С 1990 года — главный тренер ФК «Автоколонна 1126» (ныне «Энергогарант») из Петрозаводска.

## Тренерская работа
Всю жизнь, за исключением футбольной карьеры, Борис и Виктор работали на петрозаводском автотранспортном предприятии «Автоколонна 1126». В 1989 году был образован ФК «Автоколонна 1126», в который Виктор был приглашён главным тренером, а Борис помогал ему в работе. Клуб является многократным чемпионом Карелии и Петрозаводска, многократным обладателем Кубка Карелии.